# Оливейра, Паулу
Па́улу Андра́де Родри́геш де Оливе́йра (порт. Paulo André Rodrigues de Oliveira; родился 8 января 1992 года в Вила-Нова-ди-Фамаликан, Португалия) — португальский футболист, защитник клуба «Брага».

## Клубная карьера
Паулу — воспитанник клуба «Витория Гимарайнш». В 2010 года он дебютировал в Сангриш лиге. Летом 2011 года для получения игровой практики Оливейра на правах аренды перешёл в «Пенафиел». 20 августа в матче против «Трофенсе» он дебютировал в Сегунда лиге. По окончании аренды Жоау вернулся в «Виторию». 23 февраля 2013 года в матче против «Браги» Паулу забил свой первый гол за команду из Гимарайнш. В том же году он помог клубу выиграть Кубок Португалии.
Летом 2014 года Оливейра перешёл в лиссабонский «Спортинг». 16 августа в матче против «Академики» он дебютировал за новую команду. 26 октября в матче против «Маритиму» Паулу забил свой первый гол за «львов». В 2015 году он во второй раз завоевал национальный клубок.
Летом 2017 года Оливейра перешёл в испанский «Эйбар», подписав контракт на 4 года. Сумма трансфера составила 3,5 млн евро. 21 августа в матче против «Малаги» он дебютировал в Ла Лиге.

## Международная карьера
31 марта 2015 года в матче товарищеском матче против сборной Кабо-Верде Оливейра дебютировал за сборную Португалии.
В 2015 году в составе молодёжной сборной Португалии Паулу завоевал серебряные медали молодёжного чемпионата Европы в Чехии. На турнире он сыграл в матчах против сборных Англии, Италии, Германии и дважды Швеции.

## Достижения
Командные
 «Витория Гимарайнш»
- Обладатель Кубка Португалии — 2012/13

 «Спортинг»
- Обладатель Кубка Португалии — 2014/15
- Обладатель Суперкубка Португалии — 2015

Международные
 Португалия (до 20)
- Молодёжный чемпионат Европы — 2015